# John Nevett Steele
John Nevett Steele (ur. 22 lutego 1796, zm. 13 sierpnia 1853) – amerykański prawnik i polityk. W latach 1834–1837 był przedstawicielem pierwszego okręgu wyborczego w stanie Maryland w Izbie Reprezentantów Stanów Zjednoczonych.